# Jericho (serie televisiva)
(Tagline della serie televisiva e traduzione italiana non ufficiale.)
Jericho è una serie televisiva statunitense drammatica prodotta e trasmessa dalla CBS dal 20 settembre 2006 fino al 25 marzo 2008.
Dopo la prima stagione venne presa in considerazione la chiusura della serie a causa dei bassi ascolti; una campagna di protesta organizzata dai fan riuscì a ottenere il rinnovo per una seconda stagione composta da sette episodi, ma Jericho venne nuovamente cancellata dai palinsesti il 20 novembre 2008.
In Italia è stata trasmessa su Rai 2 dal 5 giugno 2007 e successivamente da Fox.
La serie ruota intorno alla vita degli abitanti dell'immaginaria città di Jericho (Kansas), nei periodi successivi ad alcuni attacchi nucleari, che hanno distrutto 23 fra le più grandi città degli Stati Uniti, gettando la nazione nel panico (distopia).

## Trama

### Prima stagione

Le 23 città degli Stati Uniti distrutte nella serie.

Gli abitanti di Jericho, in Kansas, assistono all'esplosione nucleare che distrugge Denver, la vicina capitale del Colorado. Jake Green torna in città dopo cinque anni di assenza ed è costretto a restare a causa della catastrofe.
La perdita di corrente elettrica e la conseguente disfunzione di ogni apparecchiatura elettronica provoca l'isolamento di Jericho dal resto del mondo; il paese è inoltre costretto a far fronte alla mancanza di rifornimenti e alla pioggia radioattiva causata dalla bomba nucleare.
Poco prima dell'attacco a Jericho si trasferisce Robert Hawkins, misterioso personaggio dall'oscuro passato col vantaggio di possedere un computer a ricezione satellitare. In seguito viene rivelato che Hawkins è un agente della CIA, membro di una squadra che si era infiltrata all'interno delle cellule terroristiche che hanno dato il via all'attacco nucleare. Egli era diretto verso la città di Columbus con un ordigno nucleare, che non riuscì mai a consegnare in tempo essendosi fermato a mettere in salvo la sua famiglia dall'imminente catastrofe.
Jericho ospita un gruppo di profughi che hanno camminato per giorni cercando un rifugio stabile; tra loro c'è Roger, l'ormai ex promesso sposo di Emily, e Sara, una donna che sostiene di essere una collega di Hawkins. Questa tenta di sottrargli la bomba con lo scopo di rivenderla a ad un misterioso acquirente. Hawkins riesce a smascherarla ed eliminarla, facendo credere all'acquirente – rivelatosi essere il loro ex capo della CIA che ora ricopre il ruolo di Ministro della Difesa del nuovo governo di Cheyenne – che la donna gli ha sottratto la bomba e lo ha ucciso.
Dopo un breve periodo di relativa calma, la rivale città di New Bern decide di colpire Jericho con l'uso di mortai. Jake e suo padre, l'ex sindaco Johnston Green, sono a capo della controffensiva; i nemici vengono respinti, ma a caro prezzo: tra le numerose vittime c'è anche il padre di Jake. Nel frattempo Hawkins, che aveva messo a disposizione la sua comunicazione satellitare per monitorare il campo di battaglia, viene rintracciato dal nuovo Governo di Cheyenne, che invia delle truppe a Jericho per prendere possesso della bomba da lui tenuta nascosta.

### Seconda stagione
Stati Alleati d'America 
     Stati Uniti d'America 
     Texas (indipendente) 

Stati Alleati d'America
Stati Uniti d'America
Texas (indipendente)

Gli attacchi di Settembre, come vengono ora chiamati, vennero perpetrati da un gruppo di cospiratori interni al Governo degli Stati Uniti; in seguito agli attacchi e alla distruzione di Washington DC, la nazione è ora divisa tra due governi, quello di "Cheyenne" (che controlla gli Stati occidentali, che hanno preso il nome di Stati Alleati d'America) e quella di "Columbus" (che controlla invece gli Stati orientali, rimasti negli Stati Uniti d'America, in continuità con la nazione preesistente).
Il Governo di Cheyenne viene inizialmente accolto a Jericho come pacificatore, ma ben presto il paese subisce in realtà una dura coercizione a stato di polizia. Solo quando un mercenario assoldato dal governo uccide Bonnie, una giovane ragazza sorda amata da tutti, il paese entra in rivolta e Jericho viene dichiarata città ostile.
Nel frattempo Jake, divenuto sceriffo, viene a conoscenza di un virus che ha già decimato alcune città non lontane da Jericho. Il Governo si rifiuta di distribuire un vaccino preventivo, che viene dunque rubato dagli uomini di Jake e distribuito a Jericho e nella città limitrofe.
Hawkins si reca in Texas, unico Stato a non aver accettato di entrare nella nuova confederazione e rimasto indipendente, per spostare la bomba in un luogo sicuro. Il piano però fallisce quando il Governo viene avvisato del suo arrivo e la bomba inesplosa viene rubata. Jake e Hawkins partono alla volta di Cheyenne per recuperare l'ordigno, riescono a portarlo in Texas, ma vengono attaccati dalle truppe degli Stati Alleati d'America. Nel mezzo dello scontro, i due uomini vengono affiancati dall'esercito della Repubblica del Texas che entra in guerra con gli Stati Alleati, scatenando la Seconda Guerra Civile Americana.

### Finale alternativo
Nel finale alternativo mai mandato in onda dal network CBS, Hawkins si arrende all'ASA per permettere a Jake di portare in salvo la bomba nucleare. Il protagonista, una volta affidato l'ordigno al Texas, decide di tornare indietro per salvare l'amico.

## Personaggi e interpreti
Il cast della prima stagione è composto da dodici attori. Gerald McRaney lasciò la serie con la fine della prima stagione in seguito alla morte del suo personaggio, mentre Esai Morales si unì al cast a partire dalla seconda.
- Jake Green (stagioni 1-2), interpretato da Skeet Ulrich.
È il figlio del sindaco Johnston Green; torna a Jericho dopo un'assenza di cinque anni e diventa un eroe guidando la città in seguito al disastro nucleare.
- Robert Hawkins (stagioni 1-2), interpretato da Lennie James.
Personaggio il cui passato rimane un mistero per quasi l'intera prima stagione. È un agente della CIA, ora ricercato dai suoi superiori per i segreti da lui conosciuti.
- Emily Sullivan (stagioni 1-2), interpretata da Ashley Scott.
Insegnante del liceo di Jericho; perde i contatti con il suo promesso sposo, Roger Hammond, che fa ritorno a Jericho con un gruppo di profughi mesi dopo l'attacco nucleare.
- Eric Green (stagioni 1-2), interpretato da Kenneth Mitchell.
Fratello di Jake e figlio di Johnston, è sposato con la dottoressa April Green e ha una relazione segreta con la barista di Jericho, Mary Bailey.
- Gray Anderson (stagioni 1-2), interpretato da Michael Gaston.
È un imprenditore e rivale del sindaco Green; viene eletto egli stesso sindaco con legittime elezioni avvenute dopo l'attacco.
- Johnston Green (stagione 1), interpretato da Gerald McRaney.
Padre di Jack ed Eric, marito di Gail. È da anni il sindaco di Jericho, finché non viene spodestato dal rivale Gray Anderson. Rimane ucciso in un combattimento a fuoco.
- Gail Green (stagioni 1-2), interpretata da Pamela Reed.
Moglie fedelissima di Johnston, madre di Jack ed Eric ed ex infermiera.
- Heather Lisinski (stagioni 1-2), interpretata da Sprague Grayden.
Insegnante elementare di Jericho e in un primo momento interesse amoroso per Jack.
- Bonnie Richmond (stagioni 1-2), interpretata da Shoshannah Stern.
Ragazza affetta da sordità, sorella di Stanley.
- Stanley Richmond (stagioni 1-2), interpretato da Brad Beyer.
Fratello maggiore di Bonnie, di cui si è occupato sin dalla morte dei loro genitori. Possiede una fattoria poco fuori Jericho.
- Mimi Clark (stagioni 1-2), interpretata da Alicia Coppola.
Contabile in visita a Jericho al momento dell'attacco. Si innamora e sposa Stanley Richmond.
- Dale Turner (stagioni 1-2), interpretato da Erik Knudsen.
Perde entrambi i genitori, che durante la detonazione delle bombe si trovavano ad Atlanta. Viene accolto da Gracie Leigh, anziana proprietaria del più grande negozio alimentare di Jericho.
- Maggiore Edward Beck (stagione 2), interpretato da Esai Morales.
È un ufficiale militare, il cui battaglione viene mandato a Jericho per conto degli Stati Alleati d'America.
- Bill Kohler (stagioni 1-2), interpretato da Richard Speight jr.
Vicesceriffo di Jericho.

## Episodi
| Stagione         | Episodi | Prima TV USA | Prima TV Italia |
| ---------------- | ------- | ------------ | --------------- |
| Prima stagione   | 22      | 2006-2007    | 2007            |
| Seconda stagione | 7       | 2008         | 2008            |

Bandiera degli Stati Alleati d'America

La prima stagione della serie è stata trasmessa in italiano su Rai 2 a partire da martedì 5 giugno 2007 con i primi due episodi trasmessi in sequenza. Successivamente la stessa è stata trasmessa in modo discontinuo a causa di scelte editoriali dell'azienda e necessità di palinsesto, le quali hanno causato diversi rinvii delle puntate e il relativo malcontento dei fan che hanno espresso i loro pareri sul forum del sito Rai. La prima stagione della serie, si è conclusa martedì 21 agosto 2007, con la trasmissione degli ultimi tre episodi.
La seconda stagione, che ha debuttato il 12 febbraio 2008 negli Stati Uniti, è composta da soli 7 episodi. In Italia la seconda stagione di Jericho è andata in onda sempre su Rai 2 dal 30 giugno 2008.

## La campagna per salvare Jericho
La CBS annunciò la cancellazione di Jericho il 16 maggio 2007. Alcune comunità Web lanciarono delle campagne per sostenere la ripresa della serie televisiva. La protesta incluse petizioni online e l'invio di oltre 20 tonnellate di noccioline alla sede principale della CBS. Le noccioline si riferivano ad una scena nell'episodio finale della prima stagione, in cui Jake Green ripete la storica affermazione "Nuts!" del Generale Anthony McAuliffe durante la Battaglia di Bastogne.  Il termine Nuts che in inglese significa anche "matti" diede inoltre il nome alla campagna "Are you Nuts?" (ovvero "Siete matti?"), in riferimento alla decisione dell'emittente di interrompere la serie senza dare alcuna spiegazione sull'epilogo della storia.
Il 5 giugno 2007 la creatrice di Jericho Carol Barbee annunciò che CBS stava vagliando la possibilità di una seconda stagione di sette o otto episodi. Il giorno dopo, Nina Tassler confermò che le erano stati commissionati sette episodi per il 2008, con la possibilità di un ulteriore prolungamento in base ai dati d'ascolto.

## Seguito alla seconda stagione
Dati gli scarsi risultati d'ascolto dei sette episodi della seconda stagione, il 20 marzo 2008 la CBS cancellò ufficialmente la serie.
Tra il marzo e l'aprile 2008 circolarono voci di un possibile trasferimento della serie su un canale via cavo, ma l'idea non venne mai messa in pratica.
Nel 2009 venne annunciata la produzione di un film e un fumetto conclusivo
Il 12 marzo 2009 la casa di produzione Devil's Due Publishing annunciò che la serie televisiva sarebbe continuata con una serie a fumetti in pubblicazione a partire dall'estate o autunno 2009.
Il 25 novembre 2009 Devil's Due Publishing pubblicò il primo numero del fumetto, chiamato Jericho Season 3.